# Carlos Palacios
Carlos Palacios Márquez (Ancón, Perú, 20 de marzo de 1956) es un exfutbolista peruano. Jugaba de volante.

## Trayectoria
Apodado "Piticlín", Carlos Palacios nació en 1955 en la ciudad de Ancón. Desde niño asombró por la velocidad de sus piernas. En esos tiempos de la infancia maravilló en los campeonatos infantiles.
Debutó como futbolista profesional en Universitario de Deportes en 1977, antes de ello había jugado como semiprofesional en el club José Carlos Mariategui, donde fue finalista de la Copa Perú en 1976, siendo esta la primera ocasión en que este equipo hizo esta hazaña futbolística.
En 1977 llegó a Universitario de la mano del entrenador, José Fernández, quien se había quedado asombrado viéndolo entrenar. Entre 1982 e inicios de 1983 formó parte del Juan Aurich de Chiclayo, compartiendo plantel con excompañeros "cremas", Percy Vílchez, César Echeandía, quienes fueron pedidos como refuerzos por el uruguayo Juan Eduardo Hohberg.
En 1983 volvió a vestir la camiseta Universitario de Deportes, permaneciendo allí hasta 1984. Finalmente pasó al Sport Boys en 1985, donde terminaría su carrera retirándose en 1987.
No llegó a debutar como internacional con la "Blanquirroja", solo llegó a ser parte de una selección juvenil.
Diversos periodistas afirman que se esperaba más de este jugador, un hombre con grandes condiciones que no se consolidó y que aún hoy recuerdan con nostalgia los memoriosos del balompié.

## Clubes
| Club                      | País | Año       |
| ------------------------- | ---- | --------- |
| José Carlos Mariátegui    | Perú | 1975-1976 |
| Universitario de Deportes | Perú | 1977-1981 |
| Juan Aurich               | Perú | 1982      |
| Universitario de Deportes | Perú | 1983-1984 |
| Sport Boys                | Perú | 1985-1987 |